# Народно читалище „Виделина – 1865“
Народно читалище „Виделина – 1865“ е читалище в град Панагюрище, едно от първите в България, взело участие в Априлското въстание от 1876 г., когато цялото читалищно настоятелство се включва в Привременното правителство в града. Носител е на орден Св. св. „Кирил и Методий“ І степен.
Читалището е създадено на 27 юли 1865 година по идея на Петър Карапетров. В читалището е представена музейна сбирка, открита през месец май 1943 г., което полага основите ма музейната дейност в Панагюрище и на Историческия музей в града.

## Отдели
| Духов оркестър „Делчо Радивчев“                      |
| Вокална група „Радеан“                               |
| Театрален състав „Виделина“                          |
| Младежко театрално студио                            |
| Литературна работилница за деца и младежи „Искрици“  |
| Смесен хор, наследник на ансамбъл „Ралчо Сапунджиев“ |
| Клуб танци за лятна работа с ученици                 |
| Групи за занимания по приложни изкуства за деца      |
| Школа по китара и ударни инструменти                 |